# Elize Ryd
Hanna Elise Isabell Maj Höstblomma Ryd (* 15. října 1984), známá jako Elize Ryd, je švédská zpěvačka, skladatelka a tanečnice. Je známá především jako jedna ze tří vokalistek kapely Amaranthe. V roce 2013 též provizorně odzpívala koncert kapely Nightwish v americkém Denveru z důvodu zdravotní indispozice Anetty Olzon.